# شدرک، میشک و عبدنغو
شدرک، میشک و عبدنغو (انگلیسی: Shadrach, Meshach, and Abednego) شخصیت‌هایی از فصل ۳ کتاب مقدس کتاب دانیال است. در روایت، نبوکدنصر دوم، پادشاه بابل (دولت‌شهر) به دلیل امتناع از تعظیم در برابر تمثال پادشاه، سه مرد یهودی را در کوره‌ای آتشین انداخته‌است. این سه نفر از آسیب حفظ می‌شوند و پادشاه چهار مرد را می‌بیند که در شعله‌های آتش راه می‌روند، «چهارم … مانند پسر خدا». آنها برای اولین بار در دانیال ۱ ذکر شده‌اند، جایی که در کناردانیال به بابل آورده می‌شوند تا زبان و ادبیات کلدانی (زبان آرامی) را با هدف خدمت در دربار پادشاه و زبان عبری مطالعه کنند. در دربار پادشاه، و نام عبری آنها با نام‌های کلدانی یا بابلی جایگزین می‌شود.